# Siedlung am Perlacher Forst

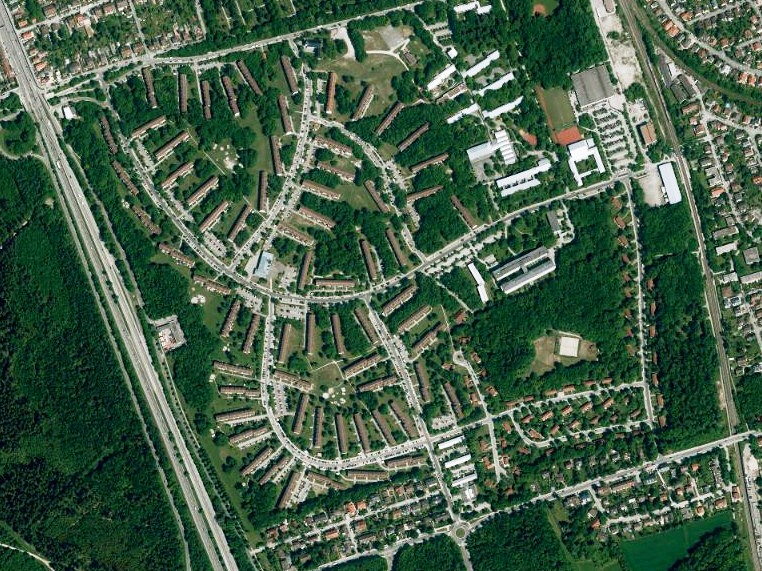
Siedlung am Perlacher Forst (2012)

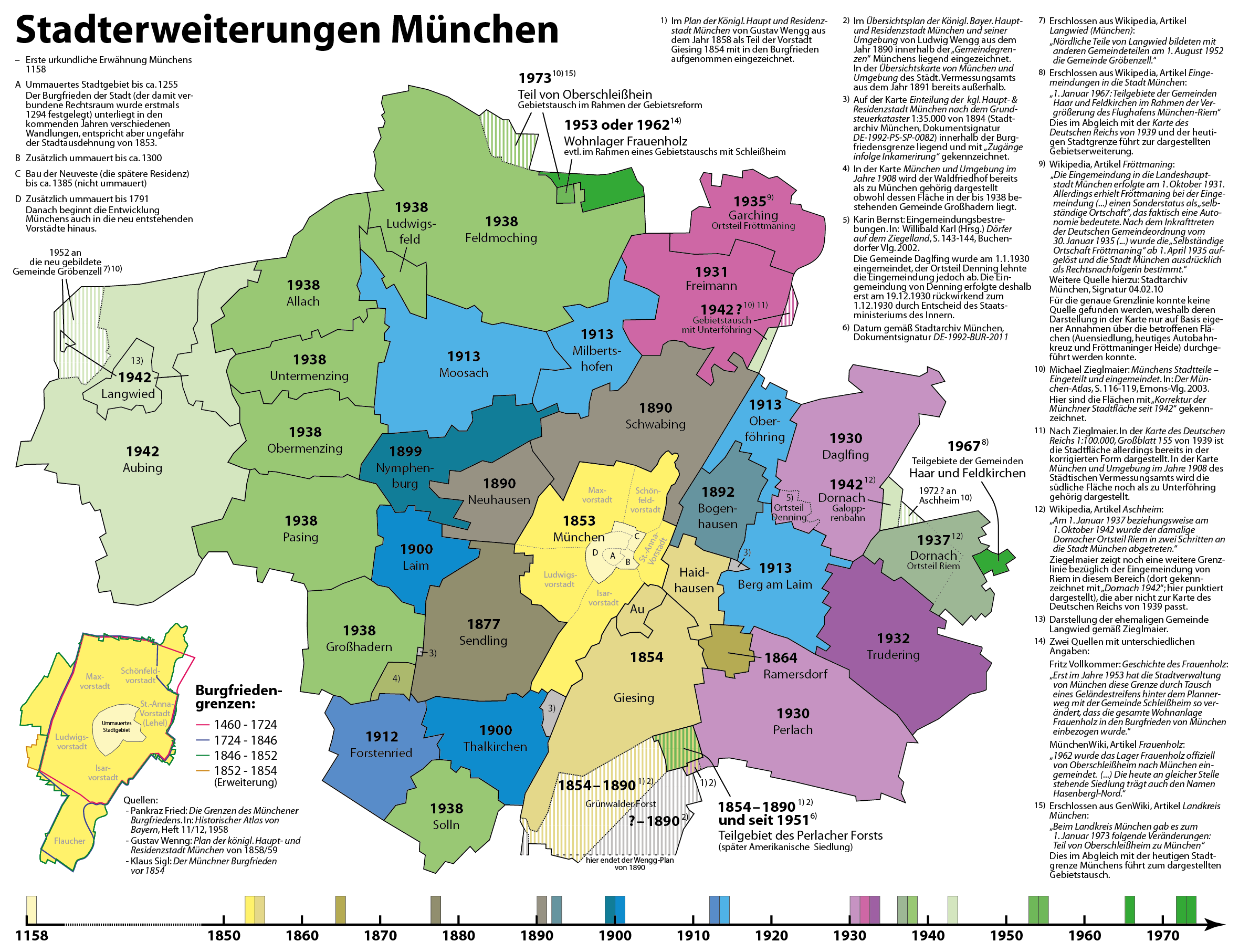
Eingemeindungen nach München:
1954 Teilgebiet des Perlacher Forsts

Die Siedlung am Perlacher Forst, im Volksmund auch „Ami-Siedlung“ genannt, ist eine Großwohnsiedlung in München-Fasangarten. Sie entstand ab 1953 als amerikanische Siedlung auf einer eigens dafür abgeholzten Waldfläche des Perlacher Forstes, um den Wohnraumbedarf der amerikanischen Besatzungssoldaten zu decken. Der Masterplan zum Bau der Siedlung stammt von dem Architekten Emil Freymuth. Nach dem Abzug der Amerikaner im Jahr 1991 wurde das Areal von der Bundesvermögensverwaltung übernommen. Danach wurden Immobilien an die Patrizia AG und an private Eigentümer verkauft, viele Gebäude wurden saniert. Die Nachverdichtung hat begonnen und soll fortgesetzt werden. Der besondere parkähnliche Charakter der Siedlung blieb jedoch erhalten.

## Lage
Die Siedlung am Perlacher Forst liegt im Münchner Stadtteil Fasangarten im Süden des Stadtbezirks 17 Obergiesing-Fasangarten am südlichen Stadtrand von München. Sie wird im Norden von der Lincolnstraße bzw. dem Friedhof am Perlacher Forst, im Osten von der Bahnstrecke München Ost–Deisenhofen, im Süden von der Fasangartenstraße und im Westen von der Bundesautobahn 995 begrenzt.

## Geschichte

### Vorgeschichte
Bereits im 18. und 19. Jahrhundert erstreckte sich südlich von München der Perlacher Forst mit zahlreichen Ausflugszielen, wie das Schloss Harlaching, der Gutshof Menterschwaige und das Forsthaus Fasangarten. Dieses verdankte seinen Namen der angrenzenden Fasanenzucht und war später namensgebend für das nahe Umfeld (Fasangarten).

### Amerikanische Siedlung
Ab 1951 wurden die US-amerikanischen Truppen in Westdeutschland aufgrund der Koreakrise erheblich verstärkt. 1953 ließ die Bundesrepublik Deutschland rund einen Quadratkilometer Wald abholzen, um für die in der McGraw-Kaserne stationierten Angehörigen der US-Armee und deren Familien ausreichend Wohnraum zur Verfügung zu stellen („Perlacher Forst Housing Area“). Gleichzeitig wurden die bis dahin besetzten und mit Stacheldraht umzäunten Häuser in Harlaching geräumt. Das Gebiet mit einem annähernd quadratischen Grundriss war historisch der nordöstlichste Teil des gemeindefreien Gebiets Perlacher Forst und wurde 1951 in die Stadt München eingegliedert.
Die Bauplanung erfolgte im Auftrag des Amtes für Verteidigungslasten durch das Staatliche Bauamt. Es entstand eine typische amerikanische Siedlung mit breiten Straßen und Bebauung, wie sie in der gesamten Bundesrepublik an nahezu allen Standorten der US-Army errichtet wurde, wie auch zum Beispiel in Stuttgart oder Garmisch-Partenkirchen. Architekt der Anlage war Emil Freymuth. Im Norden von München gibt es in der ehemaligen US-amerikanischen Wohnsiedlung ebenfalls baugleiche Häuser, aber in einer viel kleineren Dimension. Die Häuser und Officers Homes wurden aufgrund der Lage zum Hauptquartier der amerikanischen Streitkräfte in Bayern in der nahen McGraw-Kaserne (frühere Reichszeugmeisterei) größer geplant.
Zum Schutz der Amerikaner vor Anschlägen (u. a. der RAF) in den 1980er Jahren wurde die Wohnanlage an den Zufahrten mit Kontrollposten versehen und z. B. die Marklandstraße gesperrt. Die Amerikaner nutzten nach der Schließung der Marklandstraße nur noch die Cincinnati- und die Minnewitstraße zur Erschließung des gesamten Areals. Alle anderen Straßen wurden nur für die Versorgung der anliegenden Wohnhäuser verwendet, da so die Sicherheit durch die patrouillierende Military Police besser gewährleistet werden konnte. Die gesamte Bebauung der Wohnanlage war im Zusammenhang mit solchen Sicherheitskonzepten ausgelegt worden.

### Übernahme und weitere Entwicklung

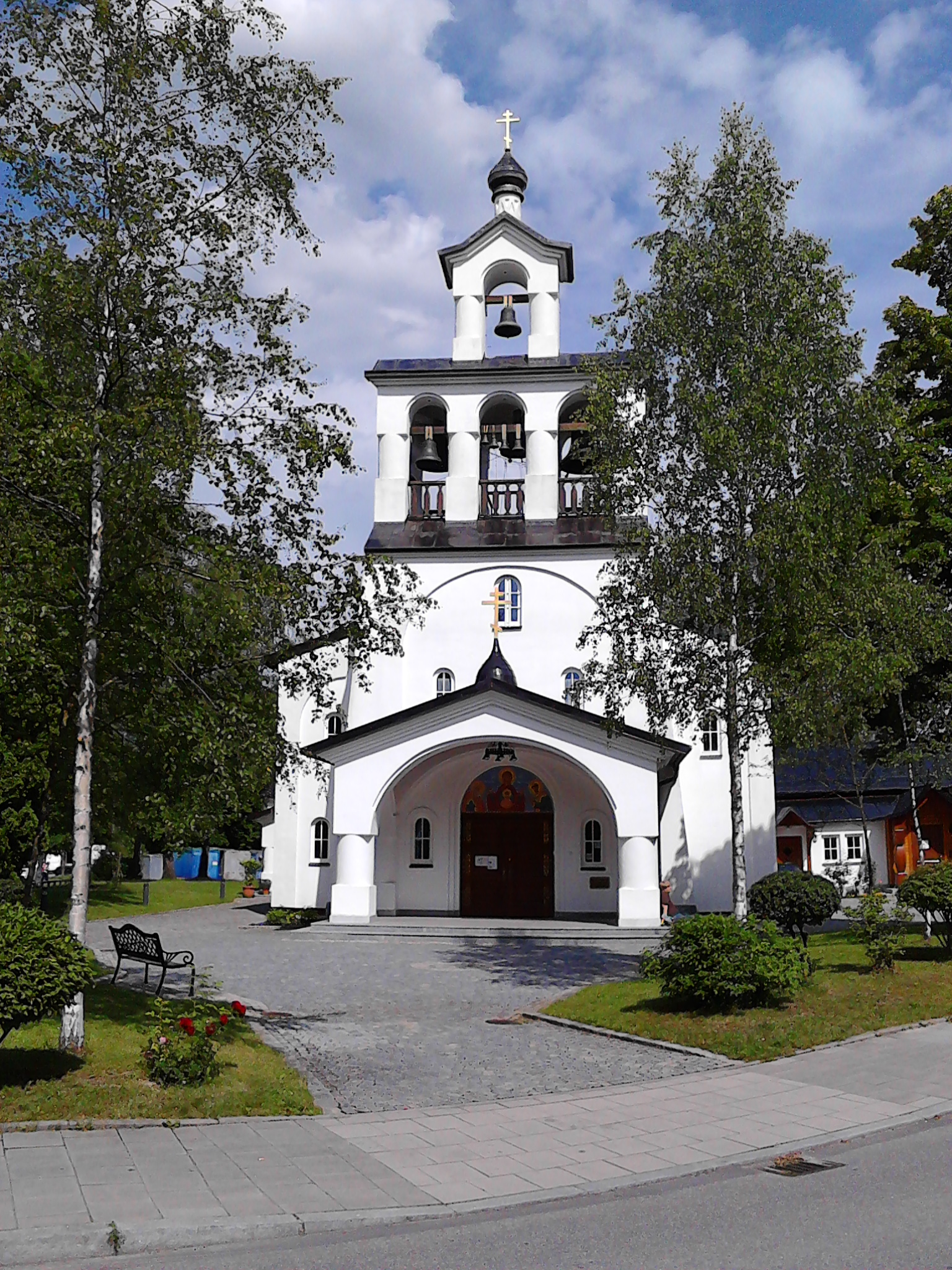
Die ehemalige Kirche der US-Army ist heute eine russisch-orthodoxe Kathedralkirche

Nach dem Abzug der Amerikaner im Jahr 1991 übernahm die Bundesvermögensverwaltung das gesamte Areal. Die Bundesvermögensverwaltung – beziehungsweise ab 2005 die neu gegründete Bundesanstalt für Immobilienaufgaben (BImA) – verkaufte die Immobilien teilweise an die Patrizia AG und an private Eigentümer. Die Marklandstraße wurde nach der Übernahme wieder geöffnet.
Die Wohnanlage wurde ab 1993 wieder durch Bundesbedienstete bezogen, da sich die Lage aufgrund auslaufender Darlehenswohnungen auf dem Münchner Mietwohnungsmarkt auch für die Wohnungsfürsorgestellen des Bundes zusehends verschärfte. In der Nachnutzung wurden einige Gebäude veräußert. So wurde die Kirche der US-Community an die Russische Orthodoxe Kirche im Ausland verkauft. Sie ist seit 1994 die Kathedrale der Heiligen Neumärtyrer und Bekenner Russlands.
Ein Teil der Wohnungen wurde ab 1995 Zug um Zug grundsaniert und auf den technischen Stand der 1990er Jahre angehoben. Im Jahr 2001 wurde das Programm aufgrund des Wegzugs von Bundesbehörden und der vermeintlich fehlenden Notwendigkeit komplett eingestellt. 19 Blöcke verblieben daher im unsanierten Zustand wie von den Amerikanern verlassen ohne jegliche vor allem auch technische Sanierung von  Fassadendämmung, Heizung, Strom, oder Wasserversorgung.
Ab 2004 wurden 13 Wohngebäude an die Patrizia AG verkauft sowie teilweise saniert und dann als Eigentumswohnungen verkauft. Der Verkauf der Einzel- und Doppelhäuser an den meistbietenden Interessenten gemäß den Vorgaben der Bundeshaushaltsordnung wurde wegen zunehmenden Problemen auch für die Wohnungsfürsorge des Bundes auf dem Münchner Mietwohnungsmarkt inzwischen wieder eingestellt.
Auch das Grundstück der ehemaligen AAFFES-Tankstelle an der Tegernseer Landstraße wurde an die Patrizia AG verkauft. Der Unternehmer Dietrich Sailer erwarb das Grundstück. Dort entsteht ein Neubau der Münchner Kindl Brauerei.
Nachverdichtung
Im Rahmen des Pilotprojekts Block 327 wurde bei der Sanierung eines Wohngebäudes deutlich, dass die baulichen und energetischen Vorgaben wirtschaftlich nicht im Bestand umsetzbar waren. Vor allem die Mietpreise waren für die Bundesbediensteten Wohnungsbezugsberechtigten nicht bezahlbar, da diese an den Münchner Mietspiegel angepasst werden mussten. Der Haushaltsauschuss des deutschen Bundestags hat in der weiteren Folge wegen solcher Auswirkungen einen Mietendeckel von maximal 10.-€ kalt je qm für Bundesmietwohnungen beschlossen.
Im Jahr 2024 wurde bekannt, dass die BImA in Zusammenarbeit mit der Landeshauptstadt München beabsichtigt, sämtliche noch im Eigentum der BImA befindlichen Gebäude in der betreffenden Wohnanlage im Laufe der kommenden Jahre abzureißen. Im Zuge einer umfassenden Nachverdichtung sollen dabei über 1.000 zusätzliche Wohnungen für Bundesbedienstete entstehen. Geplant ist die Errichtung von fünfgeschossigen, vierseitig geschlossenen Wohnblöcken – sogenannten „Village Greens“ oder „Grünen Höfen“ so die BImA– mit Innenhöfen sowie integrierten Gewerbeflächen und sozialer Infrastruktur auf den neu entstehenden Quartierstiefgaragen unter diesen Wohnblöcken.
Insgesamt ist der Abriss von 15 Bestandszeilenbauten vorgesehen, die durch fünf bis sechs größere Neubauten ersetzt werden sollen. Das städtebauliche Konzept sieht dabei eine deutliche Nachverdichtung bei gleichzeitigem Ausbau der Infrastruktur vor.
Das Vorhaben stößt bei Teilen der Bevölkerung und lokalen Interessensgruppen auf Kritik. Befürchtet wird unter anderem, dass der städtebauliche Charakter der bestehenden Wohnanlage, der bereits im Aufstellungsbeschluss für einen Bebauungsplan 2012 durch die Stadt München betont wurde, durch die geplante Nachverdichtung erheblich verändert werden könnte. Auch Restwaldbestände, die beim Bau der Wohnanlage im Jahr 1953 bewusst in die Landschaftsgestaltung integriert und bis heute erhalten wurden, gelten in den aktuellen Planungen als gefährdet.
Die Kreisgruppe München des BUND Naturschutz hat sich öffentlich gegen den Entwurf der BImA sowie den aktualisierten Aufstellungsbeschluss der Landeshauptstadt gestellt und dazu eine Pressemitteilung veröffentlicht. Auch Anwohnerinnen und Anwohner, Anrainer sowie Bewohnerinnen und Bewohner der verbleibenden BImA-Wohnungen äußern Bedenken hinsichtlich des Verlusts des besonderen Siedlungscharakters und der bisher als hoch eingeschätzten klimatischen Resilienz der Anlage.
Zusätzlich sieht die Stadt München im Zuge der Nachverdichtung vor, den Stellplatzschlüssel deutlich zu reduzieren. Die bislang vorhandenen oberirdischen Inselparkflächen, die als prägendes Element der ursprünglichen, durch amerikanische Siedlungsarchitektur beeinflussten Wohnanlage gelten, sollen dabei entfallen.

## Besonderer städtebauliche Charakter
Das Staatliche Bauamt München 1 beschreibt den Charakter der Siedlung wie folgt: „Locker und in Zeilenbauweise sind Wohngebäude in parkartige Grünflächen und Restbestände des Perlacher Forstes eingefügt. Die weitläufigen offenen Freiflächen sollen ein gesundes Wohnen im Grünen, hohe Erholung und Aufenthaltsqualität für alle Altersstufen gewähren.“
Dieses Bild wird insbesondere durch den großen Abstand von hohen Gebäuden zur Straße verstärkt, während niedrigere Gebäude näher am Straßenrand stehen. Der Straßenrand ist nirgends in der gesamten Siedlung direkt bebaut, was in München ein weiteres Alleinstellungsmerkmal darstellt.
In vielen öffentlichen Veranstaltungen wurde der besondere Wert der Siedlung für München und insbesondere der einmalige parkähnliche Charakter hervorgehoben. Dem gegenüber steht das Interesse der Bundesanstalt für Immobilienaufgaben, die Restflächen möglichst gewinnbringend zu verwerten. Vor allem Pläne über die Nachverdichtung der Siedlung und Erweiterung des Gewerbeanteils stoßen immer wieder auf heftige Proteste der Bürger. 

## Infrastruktur

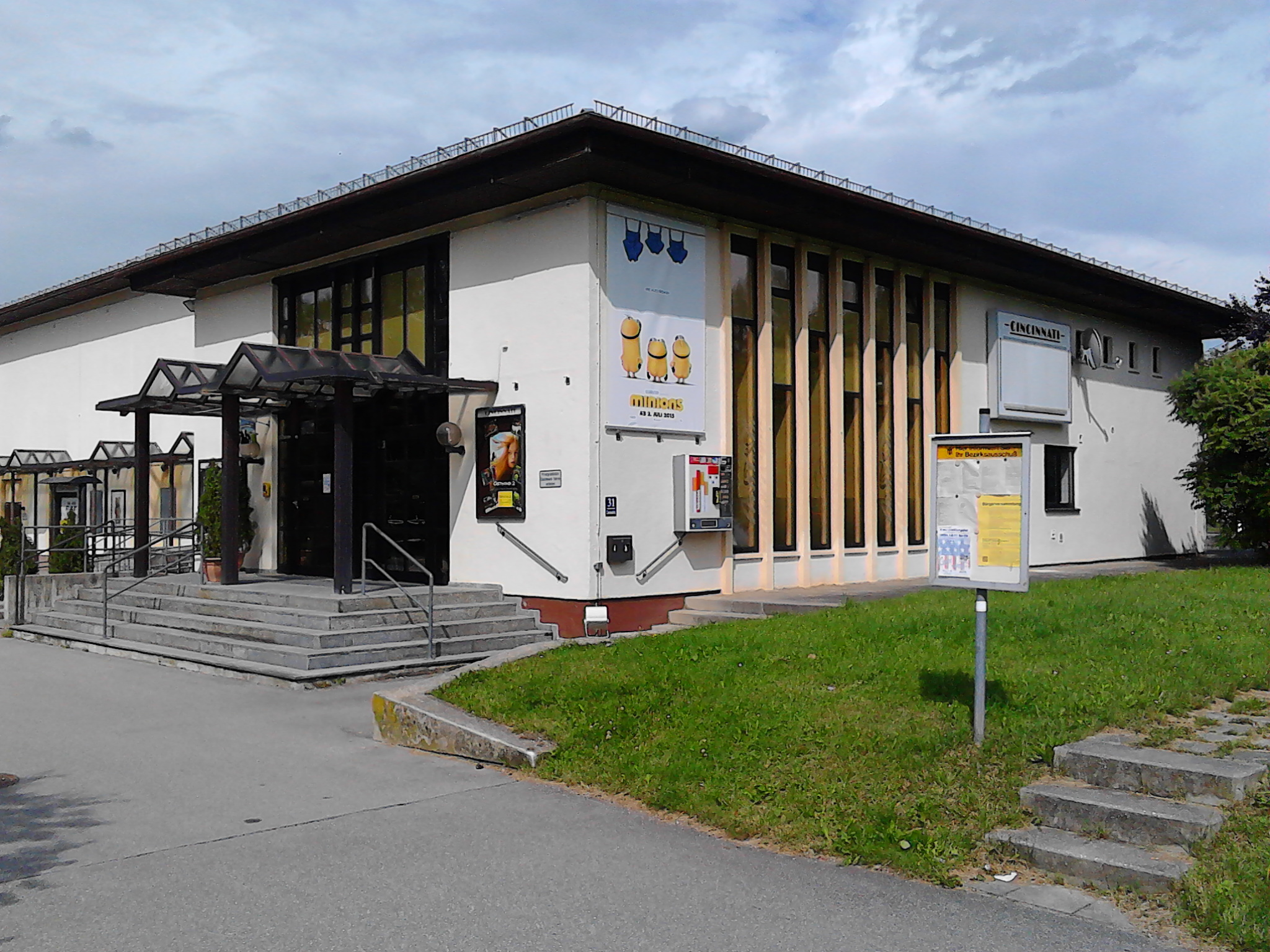
Das Filmtheater Cincinnati

Insbesondere das große Schulzentrum mit Grund-, Mittel- und Berufsschule (ehemalige Munich American High School, mit angeschlossener Elementary School) in der Cincinnatistraße kann als profilbildend für die heutige Siedlung bezeichnet werden.
Das ehemalige Krankenhaus (2nd Field Hospital, Perlacher Forst; später Bundeswehrkrankenhaus München) beherbergt inzwischen das Bundespatentgericht und eine Außenstelle des Deutschen Patent- und Markenamtes.
Der ehemalige PX (Einzelhandelszentrum) sowie das Heizkraftwerk wurden abgerissen und wichen dem durch den Bundestag beschlossenen Neubau der Europäischen Schule München sowie dem Helene-Habermann-Gymnasium. Im Herbst 2017 wurde der Nahversorger und ein Hotel fertiggestellt.
Das ehemalige U.S. Family Theater – das heutige Filmtheater Cincinnati – wurde im Stil eines US-Kinos gebaut. Nach massiven Protesten der Anwohner steht es inzwischen unter Denkmalschutz und wird weiterhin als Kino betrieben.

## Verkehr

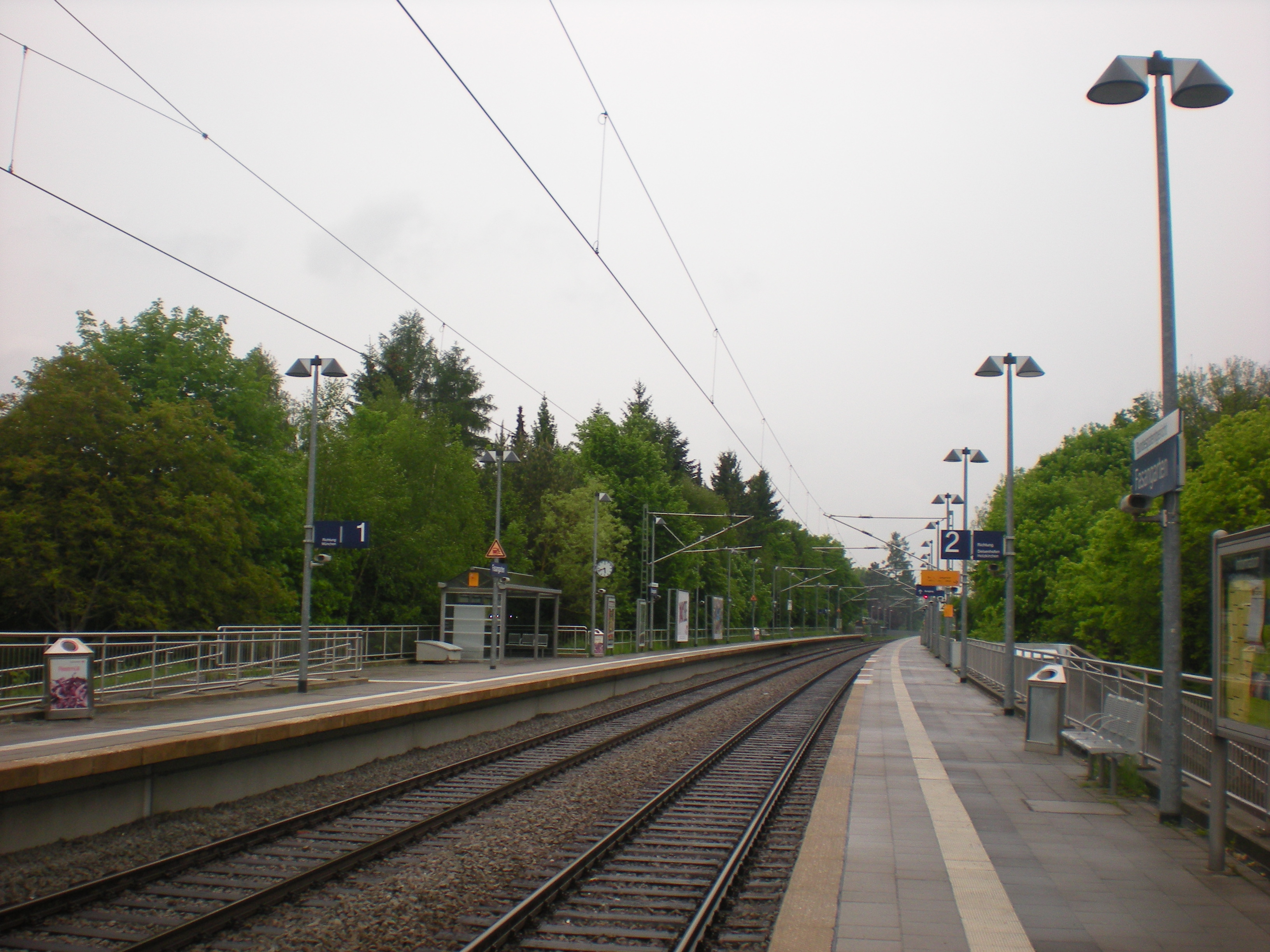
S-Bahn-Station Fasangarten

Die Siedlung am Perlacher Forst ist durch die Ausfahrt Fasangarten und Unterhaching Nord der Bundesautobahn 995 im Norden und die Fasangartenstraße im Süden sowie den nahen Mittleren Ring/McGraw-Graben erschlossen. Die S-Bahn-Station „Fasangarten“ und öffentliche Buslinien 147 sowie 220 decken den Bedarf an öffentlichem Nahverkehr für die Wohnanlage einigermaßen ab.
Seit Bestehen der Wohnanlage 1957 sind alle Straßen als Tempo-30-Zone ausgelegt. Früher waren wie in den USA üblich alle Kreuzungen mit Stop-Schildern ringsum versehen. Die Straßen in der Wohnanlage am Perlacher Forst sind somit auch Münchens älteste Tempo-30-Zone. Aufgrund dieser Besonderheit wurden auch keine Radwege angelegt. Durch das große Schulzentrum dienen verschiedene Straßen Kindern ab dem Grundschulalter als Schulweg.
Im Jahr 2007 und 2008 wurden die ursprünglich dem US-Standard entsprechenden breiten Straßen verschmälert und durch das Staatliche Bauamt München 2 dem Münchner Standard für Erschließungsstraßen angepasst.
Die Siedlung leidet – wie überall in München – unter stetiger Verkehrszunahme. Dies liegt unter anderem an der Ausweitung der Nachnutzung der ehemaligen US-Anlagen, Nachverdichtungen und neueren Infrastrukturen auch im näheren Umfeld.

## Geplante Weiterentwicklung
Die BImA und die LHM planen die Erweiterung der Wohnanlage um 1000 Wohnungen. Die Planungen wurde mit Beschluss des Ausschusses für Stadtplanung und Bauordnung vom 12. Juni 2024 beschlossen. Die initiale Planungsphase soll ca. 5 Jahre beanspruchen.